# ريتشارد هالدين
ريتشارد هالدين، الفيكونت الأول في عائلة هالدين (30 يوليو 1856 – 19 أغسطس 1928) كان محاميًا وفيسلوفًا اسكتلنديًا، وفيسلوفًا بريطاني ليبراليًا ذا تأثير، ولاحقًا سياسيًا في حزب العمال البريطاني. شغل منصب وزير الخارجية لشؤون الحرب بين عامي 1905 و1902 التي تم خلالها تنفيذ «إصلاحات هالدين» للجيش البريطاني. بصفته مفكرًا، أبدى هالدين إعجابه بالفكر الألماني. أدى ذلك إلى دوره في السعي لتحقيق الوفاق مع ألمانيا في عام 1912 من خلال بعثة هالدين. باءت البعثة بالفشل، وأجبرت التوترات بين برلين ولندن على العمل الحثيث للأخيرة إلى جانب باريس.
بعد ترقيته إلى منصب فيكونت سنة 1911، شغل هالدين منصب السيد المستشار بين سنتي 1912 و1915، حين أجبر على الاستقالة نتيجة ادعاءات باطلة عن تقربه من الألمان. انضم بعدها إلى حزب العمال، وعاد لمنصب السيد المستشار سنة 1914 في أول إدارة للحزب. إلى جانب مسيرته المهنية القانونية والسياسية، كان هالدين أيضًا كاتبًا فلسفيًا ذا تأثير، وانتخب على إثر ذلك زميلًا في الأكاديمية البريطانية سنة 1914.

## بداية مسيرته السياسية
شجعه قريبه السياسي في حزب العمال البريطاني، اللورد كامبردون، على ترشيح نفسه لصالح الحزب الليبرالي في الانتخابات العامة سنة 1880. رغم عدم انتخابه ذلك العام، انضم هالدين إلى «نادي الثمانين»، وهو نادي سياسي لطرح النقاش حول طاولة العشاء تأسس سنة 1879. اقتصرت العضوية على الليبراليين الذين تقل أعمارهم عن أربعين عامًا. في سنة 1881، التقى هالدين إتش. إتش. أسكويث، وسرعان ما أصبحا أصدقاء مقربين يجتمعون في منزل بلو بوست بابليك في كورك ستريت. أسسا لجنة ألبرت غري، التي سميت تيمنًا بألبرت غري، يناقشان بانتظام القضايا الاجتماعية الملحة، مثل مسألة التعليم.
في نوفمبر سنة 1885، انتخب هالدين عضوًا ليبراليا في البرلمان عن دائرة هادينغتونشاير، وهو مقعد شغله حتى عام 1911. كتب الفيلسوف السياسي عدة مقالات للمجلة التقدمية «ذا كونتيمبوراري ريفيو». في أكتوبر سنة 1888، نشر نص «العقيدة الليبرالية» ملخصًا إيمانه بنزعة الليبرالية الجديدة. في مقالة عام 1890 بعنوان «سؤال الساعات الثماني»، رفض هالدين فكرة ساعات العمل الثمان يوميًا. في سنة 1888، تودد إلى إيما فالنتين فيرغسون، أخت صديقه من الحزب الليبرالي رونالد مونرو فيرغسون؛ إلا أنها فسخت خطوبتها به ووجهت له الهجاء في روايتها «بتسي» سنة 1892. استقر هالدين بقوة في الجناح الإمبريالي لليبرالية تحت قيادة السير إدوارد جراي. في الانتخابات العامة التي جرت سنة 1892، تعرض لصدمة عندما كان على وشك التعرض للهزيمة على يد الوحدوي الليبرالي والتر هيبورن سكوت، زعيم بولوارث. أشارت بياتريس ويب، الاشتراكية التي كانت على علاقة حميمية بهالدين، إلى مدى العزلة التي كان يشعر بها في العالم. أضاف هالدين المقدمة إلى كتاب ليونارد هوبهاوس «الحركة العمالية» سنة 1893. توفيت إيما فيرغسون غير سليمة العقل سنة 1897. «كان لديه مشاكل في شخصيته.. محام ناجح لطخته الاشتراكية».

## إمبريالي ليبرالي
بسب بتركيزه على كتاباته، لم يتسلم هالدين منصبه السياسي، ليبقى الوحيد بين مجموعته تائهًا. ظل هالدين حليفًا لأسكويث وغري في الجناح الإمبريالي الليبرالي للحزب، أتباع اللورد روسيبري بدلًا من السير وليم هاركورت. أبدى روسبيري إعجابه بأفكار هالدين، وحث سكوتسمان صديقه، الذي كان يعرفه منذ عام 1886، على مهاجمة سلطة حزب توري في مجلس اللوردات سنة 1894. انضم هالدين إلى مجموعة من الأصدقاء في نادي المقالات، من بينهم أسكويث وغري. شعر هالدين بخيبة الأمل؛ لأنه لم يتمكن من الحصول على منصب المحامي العام في أكتوبر سنة 1894. قال أسكويث بتهكم: «قرار خاطئ جدًا جاء على أسس هزيلة». برز اسم هالدين متحدثًا عن روزبيري، لكنه رفض المنصب، معتبرًا إياه موتًا سياسيًا.
في لقاء مع بياتريس ويب، قال لها هالدين إنه يشعر بالأسى على حالة الحزب الليبرالي: «لقد استشرى العفن ولم يعد هنالك أمل هنا إلا بالخضوع ومن ثم الإصلاح لبداية حزب جديد». شعر قادة الحزب بالسخط ورأوا افتقار روزبيري للتخطيط والتوجيه. كتب هالدين «على الرغم من وقوفنا أنا وأسكويث وغري إلى جانبه، لم نعرف أبدًا متى يترك منصبه ويتركنا خلفه». عندما عرض عليه روزبيري منصب المتحدث، رفضه. إلا أنه كتب إلى روزبيري في 11 أكتوبر سنة 1896 أنه «قاد ثورة في حزبنا».
في 11 أغسطس سنة 1902، قبل هالدين في المجلس الخاص للمملكة المتحدة، عقب إعلان اعتزام الملك إجراء التعيين في قائمة عام 1902 للتتويج، التي نشرت في شهر يونيو من ذلك العام. استخدم الملك نفوذه لاستمالة الحلفاء، جامعًا بين جماعات متعددة الأحزاب مثل «ذا سولز» معًا بمحبة توافقية. اعتمدت إدارة بلفور على فلسفة هالدين في مجال الإصلاحات التعليمية.
بعد سقوط حكومة آرثر بلفور المحافظة في ديسمبر سنة 1905، ظهرت بعض التكهنات حول رفض أسكويث وحلفاءه هالدين وغراي البقاء في منصبهم ما لم يقبل هنري كامبل بانرمان تعيين أسكويث زعيمًا حقيقًا في مجلس العموم. اقترح هالدين إشراك الملك في بالمورال «لترقية كامبل بانيرمان». إلا أن تلك المؤامرة (التي أطلق عليها اسم «ميثاق ريلوغاس» تيمنًا بسوق غراي الإسكتلندي حيث التقى الرجلان) انهارت عندما وافق أسكويث على تولي منصب مستشار الخزانة في حكومة كامبل بانيرمان.
كتب هالدين: «كان المرء ليتوق إلى روزيبيري لو كان لو قدم إلى مكانه الصحيح رئيسًا للشؤون، لكنا أخذنا أي خطوة بثقة. لكن يبدو الآن كما لو كان هذا غير ممكن، وعلينا فعل الشيء الوحيد القادرين على فعله، وهو اتباع خطة عمل متضافرة بحزم».
في 13 ديسمبر 1905، عين هالدين وزيرًا في منصب وزير الخارجية لشؤون الحرب، ولكن ربما عرض عليه وظيفتا المحامي العام ووزير الداخلية. (أصبح غري وزير الخارجية). ساعدتهم وحدة الليبراليين على الحصول على أكبر أغلبية انتخابية في تاريخ الحزب في الانتخابات العامة التي جرت في العام 1906.

### وزير الخارجية لشؤون الحرب
في يناير من العام 1906، أقنع الزميل الإمبريالي الليبرالي إدوارد غري هالدين ببدء التخطيط لحرب قارية لدعم الفرنسيين ضد الألمان. إلا أن التقديرات الأولى التي وضعها هالدين قللت قوات الجيش إلى 16600 رجل، وخفضت النفقات بنحو 2.6 مليون جنيه إلى 28 مليون جنيه، لأن الليبراليين كانوا قد انتخبوا على برنامج لتقليص النفقات. بحلول عام 1914، أنفقت بريطانيا 3.4% من دخلها الوطني على الدفاع، وهو ما زاد قليلًا من حيث القيمة المطلقة على نظيرتها الإمبراطورية النمساوية المجرية (6.1%). حددت نفقات الجيش وفقًا لصيغة وضعتها لجنة إيشر. في عام 1900، خلال حرب البوير، بلغ الإنفاق العسكري 86.8 مليون جنيه إسترليني، ثم في عام 1910 (وهي نقطة منخفضة، بعد أربعة أعوام من التخفيضات في ظل الليبراليين) انخفض إلى 27.6 مليون جنيهًا، وبعدها عاد في عام 1914 إلى 29.4 مليون جنيهًا. في مارس سنة 1914، كان الإنفاق الفعلي على الجيش، بعد السماح بزيادة في المعاشات التقاعدية، وتخصيص مليون جنيهًا للطيران العسكري، كان أقل مما كان عليه بين عامي 1907 و1908، وأقل بنحو 2 مليون جنيه عمّا كان عليه بين عامي 1905 و1906 (رغم ارتفاع الأسعار بنسبة 20% منذ ذلك الحين).